# Flávio Tambellini
Flávio Tambellini (Batatais, SP em 1 de outubro de 1925 - Rio de Janeiro 24 de fevereiro de 1976), foi um diretor e roteirista do cinema brasileiro.

## Biografia
Tambellini começou sua carreira em São Paulo como crítico de cinema e sempre se preocupou em criar leis que dessem impulso à indústria cinematográfica nacional. Estreou no cinema como produtor em 1958 com a fita "Ravina". Foi o primeiro presidente do Grupo Executivo da Indústria Cinematográfica (GEICINE), assumindo o cargo logo após a criação do grupo, em 1961. 
A estréia como diretor aconteceu em 1964 com "O Beijo", extraído da peça de Nelson Rodrigues. Em seguida vieram "Até que o Casamento nos Separe" em 1968; "Um Uísque Antes...Um Cigarro Depois" em 1969; "Relatório de um Homem Casado" em 1974, com o qual ganhou o Prêmio Coruja de Ouro como melhor roteirista e "A Extorsão", que ele concluiu alguns meses antes de morrer. 
Pai do também cineasta Flávio R. Tambellini, ele morreu no Rio de Janeiro vitimado por um câncer.